# Distrito de Andelfingen
Andelfingen é um distrito da Suíça, localizado no cantão de Zurique. Tem 166,64 km² de área e sua população em 2019 foi estimada em 31.519 habitantes. Sua sede é a comuna de Andelfingen.

## Comunas
Andelfingen está composto por um total de 22 comunas:
| Brasão                  | Comuna               | Código Postal    | População 31 de dezembro de 2017 | Área em km² | População por km² |
| ----------------------- | -------------------- | ---------------- | -------------------------------- | ----------- | ----------------- |
| Adlikon bei Andelfingen | Adlikon              | 8452             | 665                              | 6.58        | 101               |
| Andelfingen             | Andelfingen          | 8450             | 2208                             | 6.73        | 328               |
| Benken ZH               | Benken               | 8463             | 858                              | 5.66        | 152               |
| Berg am Irchel          | Berg am Irchel       | 8415             | 564                              | 7.01        | 80                |
| Buch am Irchel          | Buch am Irchel       | 8414             | 971                              | 10.21       | 95                |
| Dachsen                 | Dachsen              | 8447             | 1936                             | 2.70        | 717               |
| Dorf                    | Dorf                 | 8458             | 687                              | 5.56        | 124               |
| Feuerthalen             | Feuerthalen          | 8245             | 3641                             | 2.48        | 1468              |
| Flaach                  | Flaach               | 8416             | 1390                             | 10.17       | 137               |
| Flurlingen              | Flurlingen           | 8247             | 1440                             | 2.41        | 598               |
| Henggart                | Henggart             | 8444             | 2268                             | 3.03        | 749               |
| Humlikon                | Humlikon             | 8457             | 486                              | 3.68        | 132               |
| Kleinandelfingen        | Kleinandelfingen     | 8451             | 2076                             | 10.29       | 202               |
| Laufen-Uhwiesen         | Laufen-Uhwiesen      | 8248             | 1668                             | 6.28        | 266               |
| Marthalen               | Marthalen            | 8460             | 1957                             | 14.13       | 138               |
| Ossingen                | Ossingen             | 8475             | 1567                             | 13.09       | 120               |
| Rheinau                 | Rheinau              | 8462             | 1299                             | 8.94        | 145               |
| Stammheim               | Stammheim            | 8468, 8476, 8477 | 2746                             | 23.93       | 115               |
| Thalheim an der Thur    | Thalheim an der Thur | 8478             | 929                              | 6.44        | 144               |
| Trüllikon               | Trüllikon            | 8466             | 1059                             | 9.56        | 111               |
| Truttikon               | Truttikon            | 8467             | 478                              | 4.41        | 108               |
| Volken                  | Volken               | 8459             | 342                              | 3.20        | 107               |
| Total (22)              | Total (22)           | Total (22)       | 31 235                           | 166.51      | 188               |